# Echo (Minnesota)
Echo è un comune degli Stati Uniti d'America, situato nello Stato del Minnesota, nella Contea di Yellow Medicine.